# 1977 في الهند
فيما يلي قوائم الأحداث التي وقعت خلال عام 1977 في الهند.

## سياسة

### تعيين في المنصب
- 1 يناير – بورنو أجيتوك سانغما عضو لوك سابها [الإنجليزية]‏.
- 24 مارس – مورارجي ديساي رئيس وزراء الهند.

### انتهاء فترة المنصب
- 11 فبراير – فخر الدين علي أحمد رئيس الهند.
- 24 مارس – أنديرا غاندي رئيس وزراء الهند.
- 30 أبريل – زيل سينغ قائمة رؤساء وزراء البنجاب (الهند).

## مواليد

### يناير
- 16 يناير – أنانيا تشاترجي ممثلة هندية.

### يونيو
- 20 يونيو – رينيدي سينغ لاعب كرة قدم هندي.

### أغسطس
- 14 أغسطس – جاوتام رودي

### أكتوبر
- 9 أكتوبر – روشمي تشاكرافارتي لاعبة كرة مضرب هندية.
- 18 أكتوبر – كونال كابور

## وفيات

### فبراير
- 11 فبراير – فخر الدين علي أحمد (مواليد 1905) سياسي هندي.

### نوفمبر
- 14 نوفمبر – أبهاي شارانارافيندا بهاكتيفيدانتا سوامي برابهوبادا (مواليد 1896)